# Ljusbåge

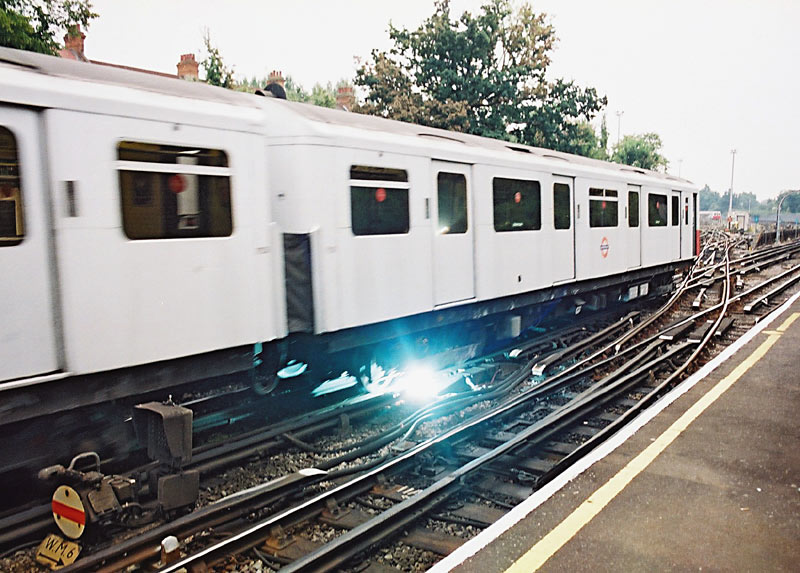
Ljusbåge mellan matningsskena och tåg.

En ljusbåge är en kontinuerlig kraftig elektrisk urladdning genom luft, där den elektriska spänningen joniserat luften (se plasma) varvid den blivit elektriskt ledande. Den flödande strömmen hettar upp luften till många tusen grader, varvid den avger ljus och ljud. Ljusbågar inträffar naturligt i stor skala i åskblixtar, men utnyttjas i mindre skala i svetsning och även för viss belysning, se båglampa.
Ljusbågar utnyttjas även i så kallade ljusbågsugnar där de används för att smälta metaller. Liksom all elektricitet kan ljusbågen även orsaka strömgenomgång med åtföljande risker och skador.
Risken för ljusbågar skiljer sig mellan växelström och likström. Eftersom växelströmmen byter poler med dubbla frekvensen så skiftar polerna 100-120 gånger per sekund vilket gör att varje fas har spänning och ström lika med noll lika ofta. Därför är växelströmmen inte lika benägen att bilda en konstant ljusbåge, och som överslagsberäkning kan man säga att strömmen hoppar 1 mm per kV i ledningen. Likström kan däremot ge en konstant ljusbåge på flera centimeter redan under 1kV, och när den väl uppstått kan avståndet ökas flerfalt utan att bågen bryts eftersom motståndet i den redan bildade plasman är betydligt lägre än i en luftbrygga av samma längd.

## Skydd
I många högspänningsanläggningar finns så kallade ljusbågsvakter installerade. Om en ljusbåge skulle uppkomma av till exempel kortslutning, bryter ljusbågsvakten kretsen snabbt, och skador på både anläggning och människor minimeras.
Nackdelen med ljusbågsvakt är att den även reagerar på till exempel kamerablixtar.
En så kallad snubber-krets kan också se till att oönskade transienter leds undan.